# Ignác Alpár

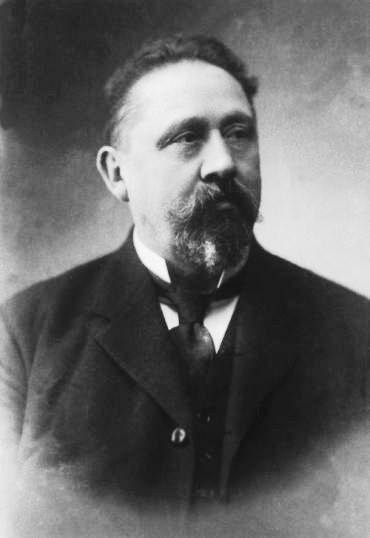
Ignác Alpár (1905)

Ignatz Schöckl (* 17. Jänner 1855 in Pest, Kaisertum Österreich; † 27. April 1928 in Zürich), ab 1880 magyarisiert als Ignác Alpár, war ein österreichisch-ungarischer Architekt des Historismus.

## Leben
Ignatz Schöckl wurde 1855 als Sohn des aus Graz stammenden Tischlermeisters und -fabrikanten Matthias Schöckl geboren. Seine Mutter Eiselle Maria stammte aus einer Württembergischen Industriellenfamilie. 1873 erhielt er im Alter von 18 Jahren einen Maurergesellenbrief. Bis 1877 studierte er insgesamt sechs Jahre an der Berliner Bauakademie, unter anderen bei Heinrich Strack und Richard Lucae. Anschließend unternahm er eine Studienreise nach Italien und Tunesien. Bei seiner Rückkehr nach Budapest ließ er 1880 seinen Namen in Ignác Alpár ändern. Zwischen 1882 und 1885 arbeitete er als wissenschaftlicher Assistent an der Technischen Universität Budapest, zuerst bei Emmerich Steindl, dann bei Alois Hauszmann.
1884 eröffnete Alpár sein eigenes Büro in Budapest und ab 1890 arbeitete er nur noch selbständig. Aufgrund mehrerer gewonnener Wettbewerbe entwickelte sich sein Büro in den Folgejahren zu einem der größten Planungsunternehmen Ungarns. Zu seinen ersten Bauten gehören zahlreiche Mietshäuser, großbürgerliche Einfamilienhäuser in Budapest und verschiedene öffentliche Gebäude in kleineren Städten, überwiegend in Siebenbürgen aber auch in Sopron (Ödenburg), Pécs (Fünfkirchen) und Bratislava (Preßburg). Ab der Jahrhundertwende wurde Budapest zum Hauptort seines Schaffens. 1906 unternahm Alpár eine Reise nach Konstantinopel, Syrien und Palästina.
Nach dem Ersten Weltkrieg beendete Alpár seine berufliche Tätigkeit. 1925 wurde dem nunmehr 70-jährigen Architekten zu Ehren ein Steinrelief am historischen Ensemble Vajdahunyad im Stadtwäldchen angebracht. Als Mitglied einer ungarischen Delegation zur Enthüllung der Kossuth-Statue am Manhattaner Riverside Park, unternahm er zu Beginn des Jahres 1928 noch eine Reise nach New York. Auf seiner Rückreise verbrachte er noch einige Tage in Paris, auf seiner Weiterfahrt erkrankte der 73-jährige Alpár an einer Grippe und starb im April 1928 in einem Zürcher Sanatorium. Er wurde in der Burg Vajdahunyad aufgebahrt und auf dem Kerepeser Friedhof beigesetzt.

## Werk

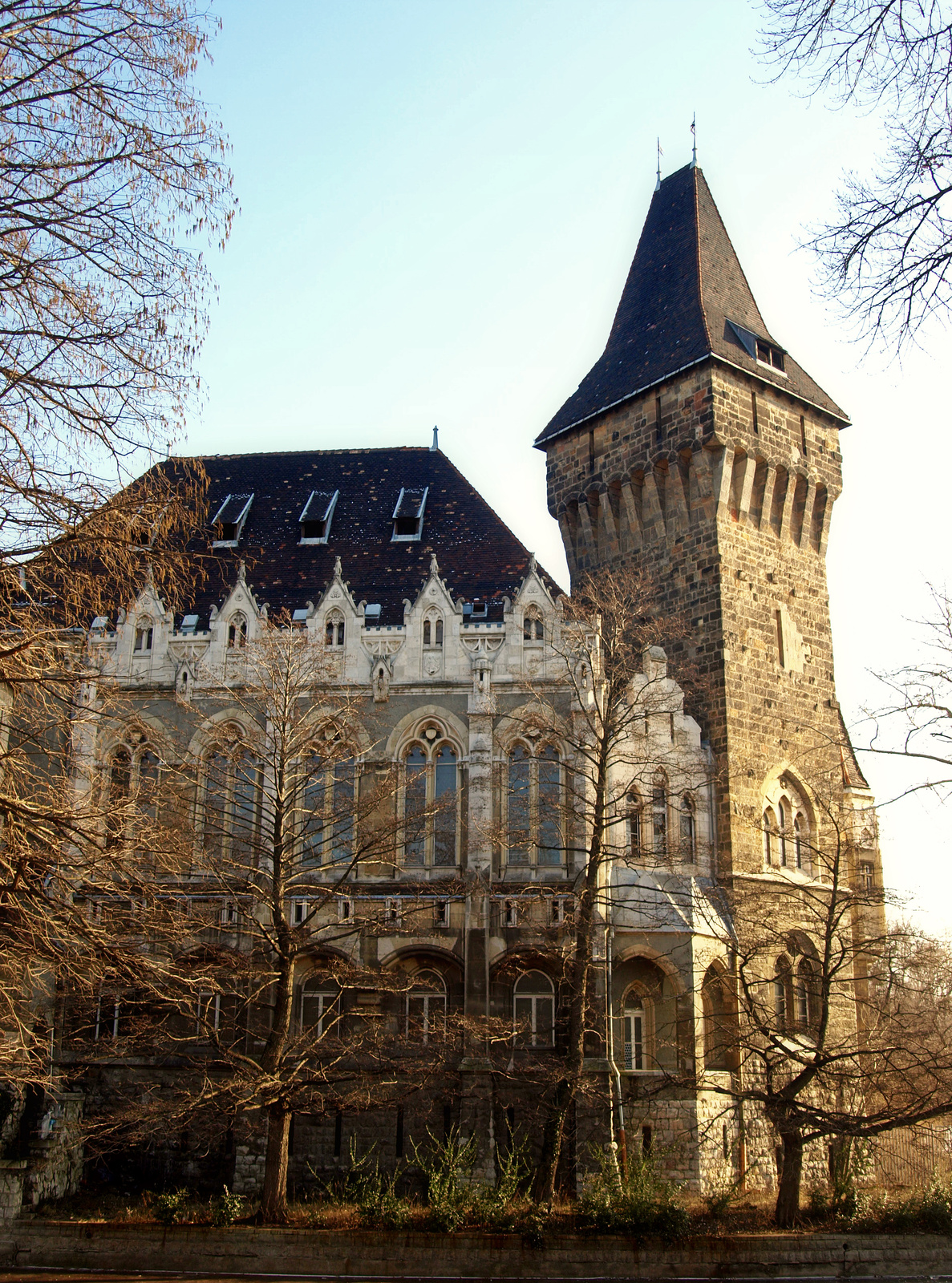
Burg Vajdahunyad (1896)

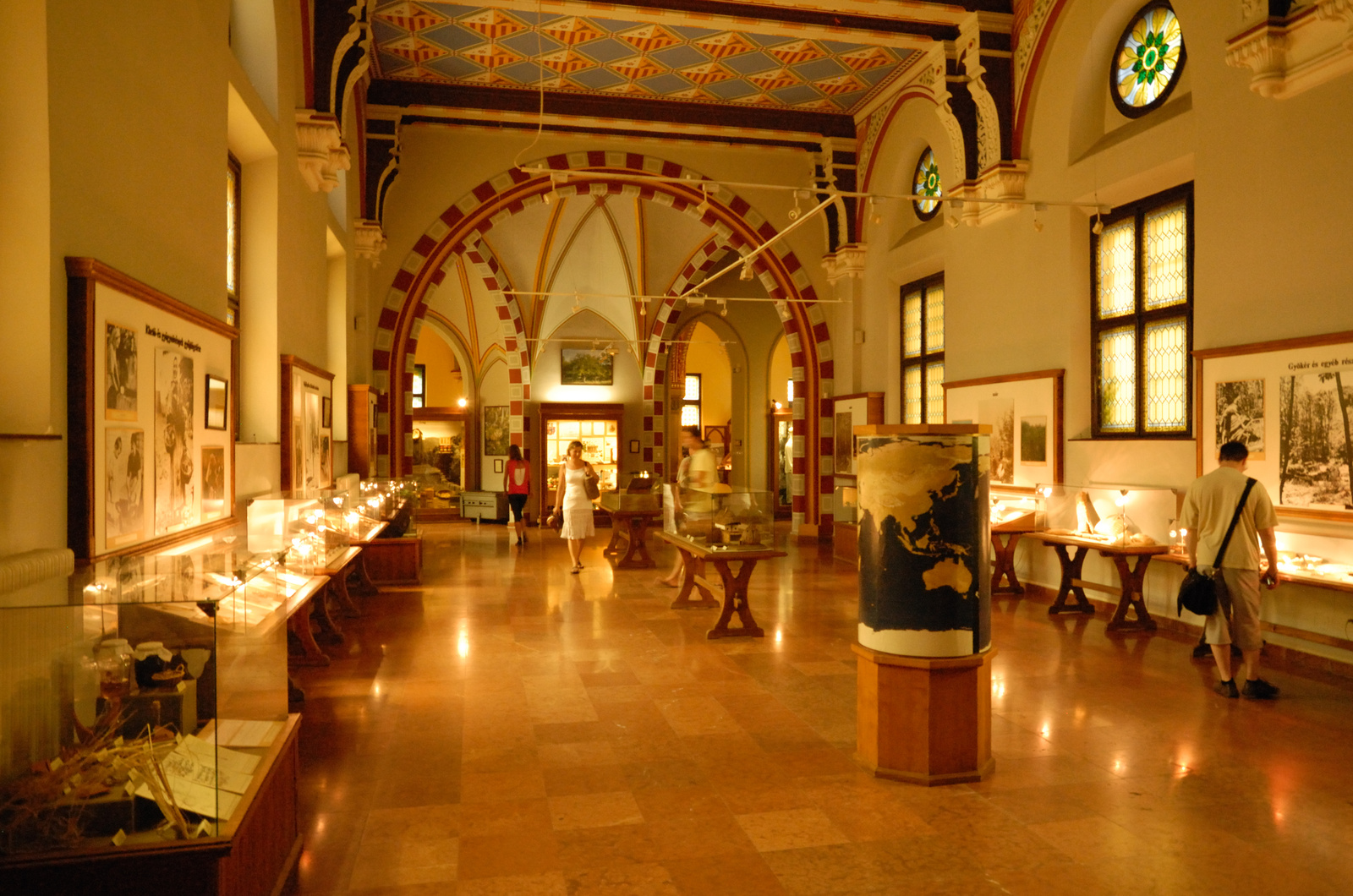
Ungarisches Landwirtschaftsmuseum (1896)

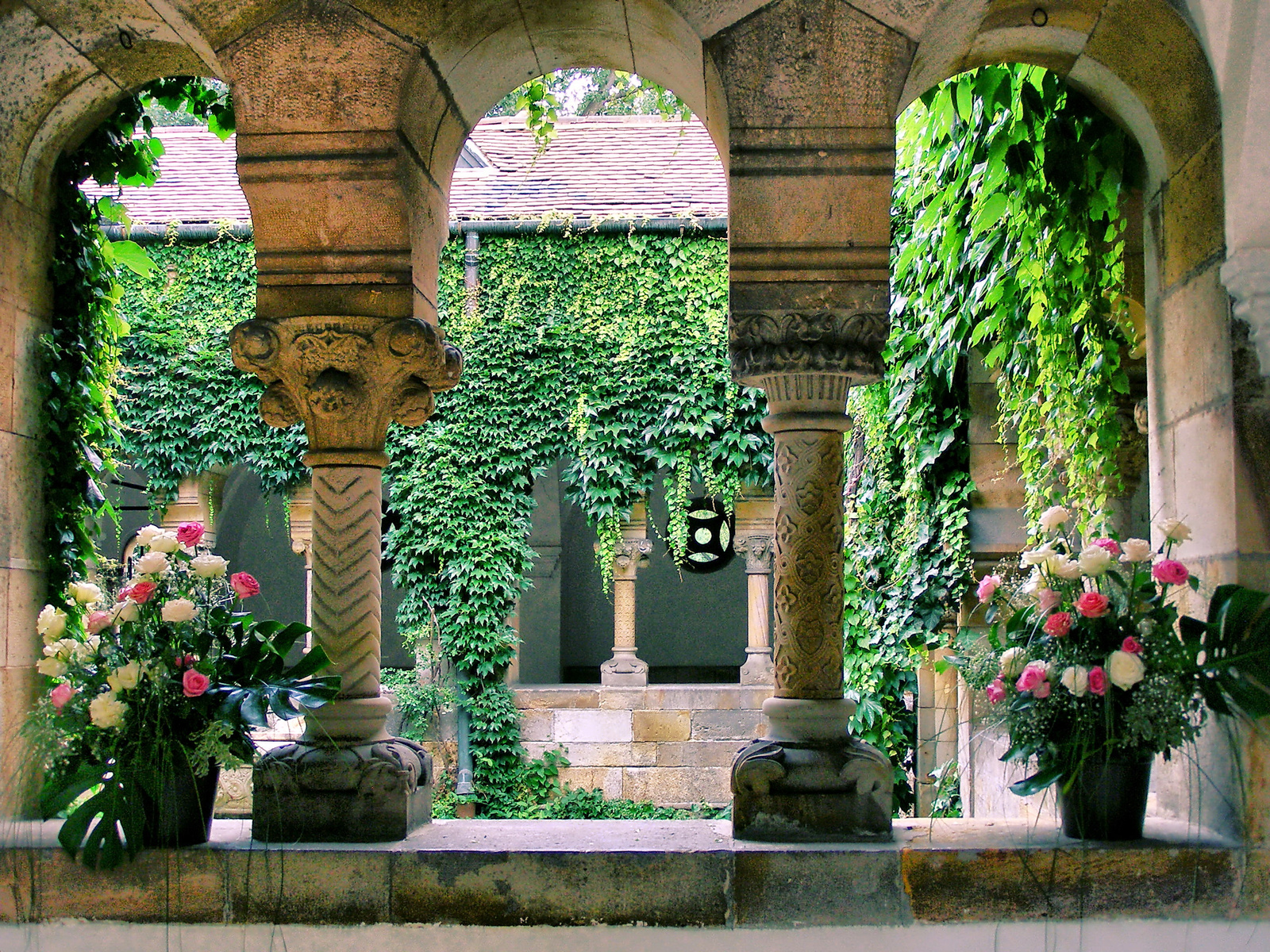
Blick in den Kreuzgang der Burg Vajdahunyad (1896)

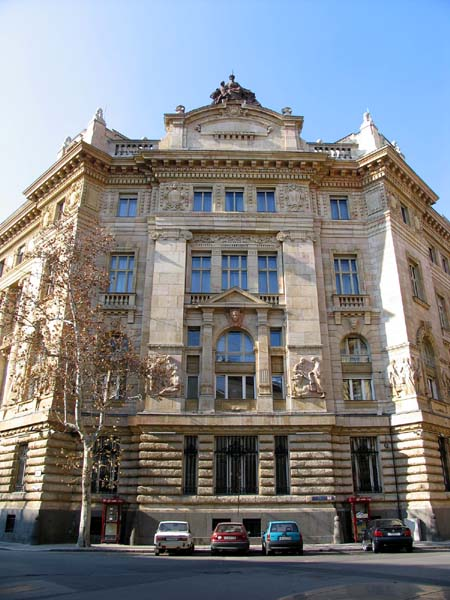
Ungarische Nationalbank (1905)

Ignác Alpár plante und baute über einhundert Gebäude. In seinen frühen Werken integrierte er zumeist Elemente der Romanik und Gotik, später dann Elemente der Renaissance und des Barock. An der Wende des Jahrhunderts erschienen in einigen seiner Werke auch Elemente des ungarischen Jugendstils. Kennzeichnend für alle seine Werke war die eklektische Verwendung dieser Stilmittel.
Die Burg Vajdahunyad (heute Ungarisches Landwirtschaftsmuseum), ein Gebäudekomplex für die Budapester Millenniumsausstellung 1896, vereint die Elemente zahlreicher bedeutender ungarischer Bauten und war eines seiner ersten und bekanntesten Werke. Im Budapest der 1900er Jahre erhielt Alpár eine Reihe von Aufträgen für Bankgebäude und genoss unter Architekten bald einen Ruf als Spezialist für Entwürfe dieser Art. Als Architekt vieler öffentlicher Gebäude, sowie großer Miets- und Geschäftshäuser wirkt sein Einfluss noch heute auf das Budapester Stadtbild.

### Bauten (Auswahl)
- 1882–1883: Kurhaus, Băile Herculane
- 1884–1885: Rathaus, Schäßburg
- 1885–1887: Reformierte Kirche, Schäßburg
- 1887–1889: Rathaus, Schlossberg
- 1886–1890: Komitatshaus, Sankt Martin
- 1890–1891: Reformierte Kirche, Kronstadt (abgebrochen 1964)
- 1891–1893: Komitatshaus, Nyíregyháza
- 1893–1894: Kursalon, Pistyan
- 1895–1896: Burg Vajdahunyad für die Millenniumsausstellung 1896, Budapest (heute Landwirtschaftliches Museum)
- 1895–1896: Ferenc Móra-Gymnasium, Kiskunfélegyháza
- 1896–1897: Rat- und Komitatshaus, Klausenburg
- 1897–1898: k.u. Kadettenschule, Großwardein
- 1897–1898: k.u. Kadettenschule, Ödenburg
- 1896–1903: Universität Klausenburg, Klausenburg
- 1899–1905: Börsenpalast, V. Bezirk, Budapest (1957–2009 Sitz des ungarischen Fernsehsenders Magyar Televízió, z. Z. leerstehend)
- 1902–1905: Österreichisch-Ungarische Bank, Budapest (heute Ungarische Nationalbank)
- 1902–1905: Haus der Technik, Budapest
- 1909–1910: Palast der Anker-Versicherung, Budapest
- 1910–1911: József-Eötvös-Kollegium, Baja
- 1909–1913: Ungarische Allgemeine Creditbank, Budapest (heute Sitz des Finanzministeriums)
- 1910–1913: Postpalais, Timișoara
- 1908–1915: Pesther Erste Ungarische Sparkasse, Budapest (heute Ungarisches Schatzamt)
- 1912–1918: Pesther Ungarische Handelsbank, Budapest (heute Innenministerium)

## Ehrungen
Nach der Beisetzung wurde beschlossen für ihn ein Denkmal zu errichten, welches 1931 durch den ungarischen Bildhauer Eduard „Ede“ Telcs vor dem historischen Ensemble im Stadtwäldchen errichtet wurde. Seit 1958 wird von der ungarischen Bauindustrie die „Ignác Alpár-Medaille“ jährlich an herausragende Architekten verliehen.